# Росошки (гробище)
Росошки е военно мемориално гробище, разположено на 34 км северозападно от Волгоград в Городищенски район. Наречено на името на вече несъществуващите села Болшие и Малие Росошки, които са се намирали на мястото на това гробище преди Втората световна война.

## История
По време на битката за Сталинград през 1943 г. тук е имало гробище за немски войници. Днес гробището се състои от три разделени части: съветска, немска и румънска.
След подписването на междуправителствено споразумение между Руската федерация и Германия за грижата за военните гробове през декември 1992 г., Германският народен съюз за грижа за военните гробове, от името на германското правителство, построява тук през 1995 г. сглобяемо гробище, за да погребва войници, загинали по време на битката за Сталинград. На 15 май 1999 г. се състои откриването на военното мемориално гробище в Росошки. Поддръжката и грижите за това гробище се осигуряват от дарения и доброволни вноски от германски граждани.
Първите погребения са извършени през 1993 г. До края на 2005 г. тук са погребани над 48 000 жертви от стотици различни гробове, разположени в района на Волгоград и Ростов на Дон. Имената на 120 хиляди загинали, изчезнали и тези, чието място на смъртта не може да бъде установено, са изписани върху лични плочи, изработени от естествен камък.
На около 500 метра от мемориала, в обикновено селско гробище в село Росошки, има паметен знак, издигнат на мястото на концентрационен лагер за съветски военнопленници. Това е пирамида с войнишка каска, оплетена в бодлива тел, и текст: „Те умряха, но не предадоха клетвата си“.

## Илюстрации
Официалната дата на откриване на съветската част на комплекса е 23 август 1997 г. – денят в памет на жертвите в битката за Сталинград. Всяка година на 23 август се провеждат церемонии по погребване на тленните останки на войници, открити през изминалата година от екипи за издирване във Волгоградска област. Гробището включва индивидуални погребения на войници, чиито имена са установени, и масови гробове за безименни войници. В центъра на гробището има скулптура, наречена „Скърбящата жена“, дело на волгоградския скулптор Сергей Шчербаков (бронзово копие на скулптурата е инсталирано в парка на Имперския военен музей в Лондон).